# Červená Lhota (powiat Třebíč)
Červená Lhota – gmina w Czechach, w powiecie Třebíč, w kraju Wysoczyna. 1 stycznia 2014 liczyła 182 mieszkańców.